# Aqua Swing
De Aqua Swing is een in 1989 in het Nederlandse attractiepark Duinrell door Zierer geplaatste zweefmolen van het type Wellenflug.
De zweefmolen kan tijdens de rit een snelheid van circa 40 km/u bereiken. Het bovenste gedeelte van de molen kantelt gedurende de rit een aantal graden waardoor de inzittenden een hoogte van tien meter kunnen bereiken. Tijdens het draaien beginnen er fonteinen te sproeien die de passagiers net niet raken.
De capaciteit ligt rond de 600 personen per uur, maximaal kunnen er 48 per rit mee. De minimale lengte om toegelaten te worden tot de attractie is 120 centimeter.

## Techniek
De molen wordt aangedreven door een hydraulische pomp, welke de zogenoemde "jog top" omhoog duwt en laat draaien.
Anders dan versies in andere parken of op kermissen, maakt de Aqua Swing eerst snelheid "op de grond" en wordt daarna pas omhoog gestuwd. Hierbij komen de fonteinen mee omhoog, welke bij het kantelen van de molen gedeeltelijk hun waterstralen verminderen.
De firma Zierer bouwt haar Wellenflug's met het idee op balans, daarbij is het van belang om een evenredige verdeling te krijgen in gewicht.

## Geschiedenis
Op een onbekende datum is het voormalige glazen "peperbusje" vervangen door een volwaardige operatorruimte, met daarbij een revisie van de besturing en een aanpassing van de wachtrij-indeling. 

Bij een verdere revisie in 2024, uitgevoerd door Solidum Revisie uit Overijssel, is er naast (preventief) onderhoud andere decoratie aangebracht op de molen. Door gebruik te maken van kunstmatige intelligentie (AI) heeft men de "standaard" wanddecoratie van afbeeldingen van personen in oude klederdracht gedeeltelijk vervangen door kikkers.
Afbeeldingen · Lijst van attracties